# Little Ryburgh
Little Ryburgh – wieś w Anglii, w Norfolk. W 1961 wieś liczyła 59 mieszkańców. Little Ryburgh jest wspomniana w Domesday Book (1086) jako Parva Reienburh/Reieburh.